# Marzieh Sotoudeh
 (novembre 2014).
 (novembre 2023).
Marzieh Sotoudeh (en persan : مرضیه ستوده), née en 1957 à Téhéran, est une nouvelliste et traductrice iranienne canadienne qui a remporté le prix littéraire de Hedayat en 2004. Elle quitta l'Iran dans les premières années de la Guerre Iran-Irak et elle s'installa au Canada. Elle étudia les travaux communautaires à Seneca College de Toronto et puis elle commença sa carrière en tant que travailleuse sociale au Canada. En raison de la censure en Iran, elle ne fut pas capable de publier ses ouvrages en Iran. Par conséquent, elle décida de publier la plupart de ses propres histoires et aussi ses traductions en ligne,,. Un recueil de ses nouvelles, « Les soins des étrangers », en persan : تیمار غریبان, a été publié par H & S Media en 2013,.